# Santes Creus (Sant Salvador)
Santes Creus és una muntanya de 1.262,1 metres del terme municipal de Conca de Dalt, a l'antic terme de Toralla i Serradell, del Pallars Jussà.
Està situada a la Serra de Sant Salvador, al vessant nord, al límit de migdia de la vall del riu de Serradell. És al sud-est del Turó de la Costa del Clot, al nord-est de la Collada Viella i de l'Espluga Viella. És al damunt i al sud de l'Obac de Serradell, a migdia del poble de Serradell. És a ponent de l'ermita de Sant Salvador.